# نوتا
نوتا (به آلمانی: Nutha) یک منطقهٔ مسکونی در آلمان است که در تسبرست واقع شده‌است. نوتا  ۲۹۲ نفر جمعیت دارد.